# Askims, Östra Hisings och Västra Hisings häraders domsaga
Askims, Östra Hisings och Västra Hisings häraders domsaga var en domsaga i Göteborgs och Bohus län, bildad 1857 av Askims, Östra Hisings, Västra Hisings, Inlands Södre och Torpe häraders domsaga. Domsagan uppgick 1870 i Askim, Västra och Östra Hising samt Sävedals domsaga
Domsagan lydde under Göta hovrätt. Domsagan omfattade häraderna Askim, Västra Hising och Östra Hising.

## Tingslag
- Askims tingslag
- Västra och Östra Hisings tingslag